# Santoku
Il santoku è un tipico coltello da cucina giapponese. Il suo nome in lingua giapponese, 三徳包丁, significa tre virtù, o tre utilizzi.

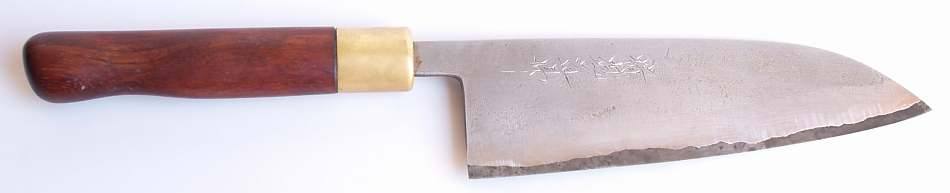
Coltello Santoku

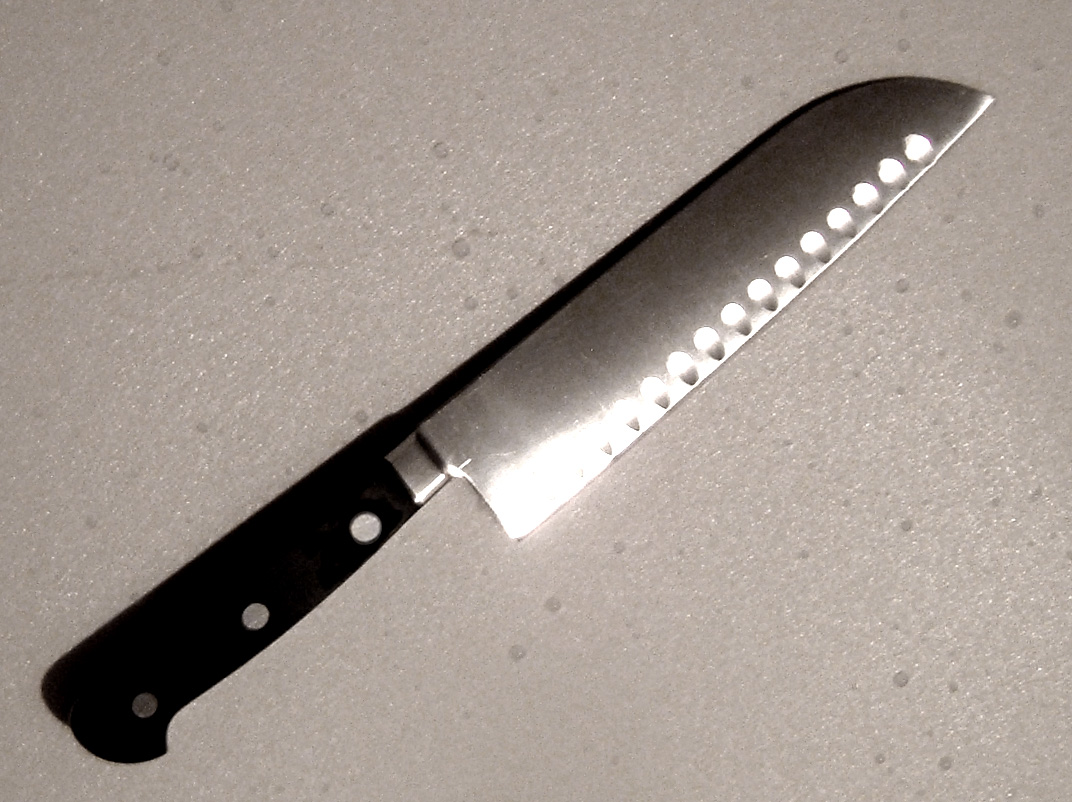
Coltello Santoku in stile occidentale

## Caratteristiche
Le sue caratteristiche principali sono la lama larga, il buon bilanciamento e l'adattabilità a diversi utilizzi nel tagliare e nello sminuzzare, sia carne sia pesce e verdure.
La sua versatilità e alcune caratteristiche, come il manico allineato alla parte superiore della lama e la larghezza, lo accomunano al classico coltello "chef" occidentale da cui differisce soprattutto per la forma più tozza della punta e per la linea della lama meno arcuata.